# Lista de viagens presidenciais de Itamar Franco
Esta é uma lista de viagens presidenciais de Itamar Franco, o 33º Presidente do Brasil, empossado em 29 de dezembro de 1992 após o impeachment de Fernando Collor de Melo. Nesta lista constam as viagens de caráter diplomático realizadas por Itamar Franco desde que assumiu o cargo provisoriamente até o fim de seu mandato, em 1º de janeiro de 1995.
O então presidente fez 14 viagens ao exterior em três anos no poder para 9 países diferentes. A Argentina foi o destino mais frequente de Itamar, com 4 viagens oficiais.

## Resumo
Abaixo a quantidade de visitas do presidente Itamar para cada país.
- uma visita:

Bolívia, Estados Unidos, Paraguai, Senegal e Venezuela
- duas visitas:

Chile e Colômbia
- três visitas:

Uruguai
- quatro visitas:

Argentina

## 1992
|   | País      | Cidade/Região | Período                     | Notas |
| - | --------- | ------------- | --------------------------- | --- |
| 1 | Senegal   | Dacar         | 20 a 23 de novembro de 1992 | Primeira viagem oficial como Presidente em exercício devido ao afastamento do titular, o presidente Fernando Collor. |
| 2 | Argentina | Buenos Aires  | 1 a 2 de dezembro de 1992   | Participou da VI Reunião de Cúpula Presidencial do Grupo do Rio. Encontro com o presidente Carlos Menem.             |
| 3 | Uruguai   | Montevidéu    | 27 a 28 de dezembro de 1992 | Visita de Estado. Encontro com o presidente Luis Alberto Lacalle.                                                    |

## 1993
|   | País      | Cidade/Região | Período                     | Notas |
| - | --------- | ------------- | --------------------------- | --- |
| 4 | Bolívia   | La Paz        | 17 de fevereiro de 1993     | Visita de trabalho. Encontro com o presidente Jaime Paz Zamora.                                                   |
| 5 | Argentina | Buenos Aires  | 24 a 29 de maio de 1993     | Visita de Estado. Encontro com o presidente Carlos Menem.                                                         |
| 5 | Uruguai   | Montevidéu    | 24 a 29 de maio de 1993     | Visita de Estado. Encontro com o presidente Luis Alberto Lacalle.                                                 |
| 6 | Paraguai  | Assunção      | 1 de julho de 1993          | Participou da reunião do Conselho do Mercado Comum do Sul (Mercosul). Encontro com o presidente Andrés Rodríguez. |
| 7 | Chile     | Santiago      | 14 a 17 de setembro de 1993 | Participa da VII Cúpula Presidencial do Grupo do Rio. Encontro com o presidente Patricio Aylwin.                  |
| 7 | Argentina | Buenos Aires  | 14 a 17 de setembro de 1993 | Fez uma breve visita ao presidente Carlos Menem, acometido de problema de saúde.                                  |

## 1994
|    | País           | Cidade/Região        | Período                    | Notas |
| -- | -------------- | -------------------- | -------------------------- | --- |
| 8  | Uruguai        | Montevidéu           | 15 a 18 de janeiro de 1994 | Participou da V Reunião do Conselho do Mercado Comum do Sul (Mercosul). Encontro com o presidente Luis Alberto Lacalle.                                             |
| 9  | Colômbia       | Leticia              | 22 de janeiro de 1994      | Encontro com o presidente César Gaviria. |
| 10 | Venezuela      | La Guaira            | 3 a 5 de abril de 1994     | Encontro com o presidente Rafael Caldera. |
| 11 | Chile          | Santiago             | 10 a 13 de abril de 1994   | Participou da cerimônia de posse do presidente eleito, Eduardo Frei Ruiz-Tagle.                                                                                     |
| 12 | Colômbia       | Cartagena das Índias | 13 a 15 de junho de 1994   | Participou da IV Conferência Ibero-Americana de Chefes de Estado e de Governo. Retornou ao Brasil antes do término do evento devido ao falecimento de seu sobrinho. |
| 13 | Argentina      | Buenos Aires         | 4 e 5 de agosto de 1994    | Participou da VI Reunião do Conselho do Mercado Comum do Sul (Mercosul). Encontro com o presidente Carlos Menem.                                                    |
| 14 | Estados Unidos | Miami                | 9 a 14 de dezembro de 1994 | Participou da Cúpula das Américas. Encontro com o presidente Bill Clinton.                                                                                          |